# Aleksandr Meléntievitx Vólkov
Aleksandr Meléntievitx Vólkov (rus: Александр Мелентьевич Волков)  (Oskemen, 14 de juny de 1891 - Moscou, 3 de juliol de 1977),rus: Алекса́ндр Меле́нтьевич Во́лков, [AFI: ɐlʲɪˈksandr mʲɪˈlʲenʲtʲɪvʲɪtɕ ˈvoɫkəf], fou un escriptor, dramaturg, traductor i professor soviètic i rus. És conegut habitualment com l'autor de la sèrie de llibres El màgic de la ciutat Esmaragda, rus: Волшебник Изумрудного города, basada en l'obra de Lyman Frank Baum El màgic d'Oz.

## Biografia
Vólkov va néixer a Ust-Kamenogorsk, llavors óblast de Semipalàtinsk a l'Imperi Rus (actual Öskemen, Kazakhstan), a la família del sergent major retirat Melenti Mikhàilovitx Vólkov. Als 12 anys es va graduar a l'escola primària d'Ust-Kamenogorsk, sent el millor alumne (més tard, iniciaria la seva activitat pedagògica a aquesta escola). El 1907 va ingressar a l'Institut Pedagògic de Tomsk, al qual es va graduar el 1909 amb el dret a ensenyar totes les matèries del currículum escolar, llevat del catecisme.
Va començar a treballar com a professor a Ust-Kamenogorsk. Des de 1910 va treballar com a professor de matemàtiques al poble de Kolivan. Als anys 1920 es va traslladar a Iaroslavl, on va treballar com a director de l'escola. Es va graduar, a distància, a la facultat de matemàtiques de l'Institut Pedagògic d'Iaroslavl.
El 1929 es va traslladar a Moscou, on va treballar com a cap del departament educatiu del rabfak (escola per a obrers). En set mesos va completar el curs i va passar els exàmens externs a la Facultat de Física i Matemàtiques de la Universitat de Moscou.
Des del 1931 va treballar com a professor associat (rus: Преподаватель) i més tard com a professor titular (rus: Доцент) del Departament de Matemàtiques Superiors de l'Institut de Metalls no Ferrosos de Moscou.
Vólkov era un polímata; tenia bons coneixements de literatura i història i dominava varies llengües estrangeres.
Als 24 anys, a Ust-Kamenogorsk, Vólkov va conèixer Kaléria Gúbina, professora de gimnàstica i danses a un gimnàs. Dos mesos després es van casar i un any després va néixer el seu fill Vivian (va morir amb cinc anys a causa de la disenteria), i tres anys després un altre fill, Romuald (va morir amb dos anys a causa del crup). No obstant això, al cap d'uns anys, Aleksandr i Kaléria van tornar a tenir dos fills, als quals van donar els mateixos noms.

## Obra literària
Vólkov va començar a escriure la seva primera novel·la als dotze anys. Començà a publicar el 1916. Als anys vint, les seves obres teatrals van ser representades als escenaris de diversos teatres provincials. A finals dels anys 30 va entrar a la gran literatura. Fou membre de la Unió d'Escriptors Soviètics des de 1941. El tiratge total de les seves obres, publicades en diversos idiomes arreu del món, depassa els 25 milions d'exemplars.
Moltes de les obres de Vólkov estan dedicades a personalitats destacades del passat: científics, constructors, descobridors, filòsofs. En les seves novel·les i narracions, l'escriptor va passar sovint a la història. Abans de treballar en aquesta mena de llibres, estudiava detingudament i de forma exhaustiva l'època, consultava documents, treballs acadèmics especialitzats, de manera que la seva fascinant trama i la seva emotiva presentació es combinen amb el seu caràcter científic i autenticitat.
Un dels primers llibres infantils sobre el tema històric El globus meravellós, rus: Чудесный шар, revela una imatge de la vida de Rússia al segle xviii. El personatge principal d'aquesta història: el fill del comerciant Dmitri Rakitin estava empresonat per sempre en una fortalesa, on va inventar el primer globus a Rússia. El llibre El rastre després de la popa, rus: След за кормой, narra la història de la navegació des de temps primitius fins als llegendaris viatges del viking Leif Eriksson.
A Vólkov li encantava desenvolupar temes relacionats amb la història nacional i no només l'antiga, sinó també la moderna. Al conte El rastre després de la popa, va descriure de forma artística l'origen de la construcció naval i les habilitats dels antics navegants; en el conte La captiva de Tsargrad, rus: Царьградская пленница, parlava dels temps del gran regnat de Iaroslav el Savi, a Dos germans, rus: Два брата, sobre l'època del regnat de Pere I, i a Els viatgers al tercer mil·lenni, rus: Путешественники в третье тысячелетие, sobre la construcció del Canal Volga-Don durant l'època soviètica de l'autor.
Vólkov també es va dedicar a la divulgació de la ciència per a escolars. Va publicar diverses històries entretingudes sobre geografia i astronomia, combinant-les en la col·lecció Terra i cel, rus: Земля и небо. A la història de la ciència va dedicar el popular llibre de ciència A la recerca de la veritat, rus: В поисках правды i un altre llibre, Pescar amb canya. Notes d'un pescador, rus: Как ловить рыбу удочкой. Записки рыболова, el dedicà a la pesca.

## El cicle de la Terra Màgica
Per regla general, el nom de Vólkov avui només es coneix per aquest cicle. Al cor del primer conte del cicle es trobava el llibre de l'escriptor infantil estatunidenc Lyman Frank Baum, El màgic d'Oz. Vólkov es va comprometre a traduir aquest llibre al rus per tal de practicar l'aprenentatge de l'anglès. Tot i això, durant el procés de traducció, va canviar alguns esdeveniments i va afegir noves aventures dels herois. Samuïl Marxak va aprovar el manuscrit del llibre adaptat. El 1939, la novel·la El màgic de la ciutat Esmaragda va adquirir la condició d'obra independent. Es va traduir a 13 idiomes i va tenir un total de 46 reimpressions.
El 1963, després de gairebé 25 anys, Vólkov va tornar a escriure històries sobre la nena Ellie i els seus amics: l'Espantaocells (rus: Страшила), el Leo (rus: Лев), l'Home de Llauna (rus: Железный Дровосек) i altres habitants de la Terra Màgica. L'autor va crear tota una sèrie de novel·les en què combinava realitat i ciència-ficció. Vólkov va utilitzar les tècniques pròpies d'un conte de fades literari. Per exemple, al cicle es pot veure el “doble món” tradicional d'aquest gènere, l'enfrontament entre el bé i el mal; també va omplir la narració amb personatges clàssics de contes de fades (bruixots, animals parlants) i va utilitzar motius tradicionals (sabates voladores, una família reial immersa en un somni màgic, figures de fusta reviscudes, etcètera).
Els temes del cicle van desenvolupar temes d'auto-millora moral, el poder de l'amistat, capaç de crear miracles reals, l'amor a la pàtria i la lluita col·lectiva per la llibertat i la justícia. Tot i que els principals esdeveniments del cicle tenen lloc a la Terra Màgica, els personatges troben una sortida a situacions difícils no tant per algun tipus d'ajuda màgica, sinó gràcies al seu propi coneixement, enginy, intel·ligència i ajuda mútua.
El context i les situacions trobades a la versió de Vólkov són notablement diferents de la versió original de Baum pel seu to polític. Les situacions, tot i mantenint una claredat infantil del bé envers el mal, sovint comporten que els personatges tinguin decisions polítiques i ètiques molt madures. Els herois són cridats repetidament a defensar la Terra Màgica contra les invasions o contra els governs feudalistes o aristocràtics per alliberar la població. Ambdós temes es troben sovint a la literatura de ciència-ficció soviètica (vegeu les novel·les dels germans Strugatski És difícil ser un déu i Illa habitada).
Vólkov tenia fe en l'omnipotència de la tècnica creada per l'home, de manera que la bruixeria dels seus herois acabava guanyant normalment amb l'ajut de diversos invents tècnics
La sèrie Terra Màgica de Vólkov va ser traduïda a molts idiomes i va ser molt popular entre els nens de tot el Bloc de l'Est. La versió d'Oz de Vólkov sembla més coneguda que la de Baum en alguns països, per exemple a la Xina, a Alemanya (sobretot l'antiga Alemanya de l'Est) i també a països àrabs com Síria.

### Llibres de la Terra Màgica de Vólkov
- El màgic de la ciutat Esmaragda (Волшебник Изумрудного города, 1939)
- Urfin Djus i els seus soldats de fusta (Урфин Джюс и его деревянные солдаты, 1963)
- Els set reis de sota terra (Семь подземных королей, 1964)
- El déu ardent dels marrans (Огненный бог марранов, 1968)
- La boira groga (Жёлтый туман, 1970)
- El misteri del castell abandonat (Тайна заброшенного замка, 1975, publicat el 1982)